# Ongulonychiurus colpus
Ongulonychiurus colpus is een springstaartensoort uit de familie van de Onychiuridae. De wetenschappelijke naam van de soort is voor het eerst geldig gepubliceerd in 1986 door Thibaud & Massoud.